# Georges Gonthier
Georges Gonthier (Montreal, 18 de abril de 1962) é um cientista da computação canadense, pesquisador no Inria Saclay - Île-de-France Research Centre. É um dos principais praticantes da matemática formal. Liderou a formalização do teorema das quatro cores e a prova de Feit-Thompson do teorema da ordem ímpar. (Ambas foram escritas usando o assistente de prova Coq.)
Para o Congresso Internacional de Matemáticos de 2022 em São Petersburgo está listado como palestrante convidado.